# Сопотска чешма
Сопотската чешма (на македонска литературна норма: Сопотската чешма) е чешма и български военен паметник в Сопотско, Северна Македония. Изграден е от българската армия през 1917 година в чест на войниците от 7-о планинско артилерийско отделение от Берковица, участници в бойните действия на Солунския фронт през Първата световна война.
- Чешмата